# Tomopteris pediculosa
Tomopteris pediculosa är en ringmaskart som beskrevs av Terio 1947. Tomopteris pediculosa ingår i släktet Tomopteris och familjen Tomopteridae. Inga underarter finns listade i Catalogue of Life.